# دير بارك (تكساس)
دير بارك، تكساس

دير بارك (بالإنجليزية: Deer Park)‏ هي مدينة أمريكية تقع في ولاية تكساس.تبلغ مساحة هذه المدينة 26.8 (كم²)،ويبلغ عدد سكانها 32010 نسمة حسب إحصاء سنة 2010 م.

## أعلام
- دين كورل